# IAFL2 Conference 2017
La IAFL2 Conference 2017 è stata la 4ª edizione del campionato irlandese di football americano di terzo livello, organizzato dalla IAFL.

## Squadre partecipanti
| Club                 | Città   | Stadio | Sponsor ufficiale | Risultato nella stagione 2016 |
| -------------------- | ------- | ------ | ----------------- | ----------------------------- |
| Antrim Jets          | Antrim  |        |                   |                               |
| Galway Warriors      | Galway  |        |                   |                               |
| Meath Bulldogs       | Navan   |        |                   |                               |
| NI Razorbacks        | Belfast |        |                   |                               |
| North Dublin Pirates | Swords  |        |                   |                               |
| Tyrone Titans        | Omagh   |        |                   |                               |

## Stagione regolare

### Calendario

#### 1ª giornata
| Belfast 30 aprile 2017 | NI Razorbacks | 6 – 6 | Antrim Jets | Newforge Country Club |

| Navan 30 aprile 2017 | Meath Bulldogs | 12 – 24 | Galway Warriors | St. Patricks Classical School |

#### 2ª giornata
| Belfast 14 maggio 2017 | NI Razorbacks | 50 – 0 | Tyrone Titans | Newforge Country Club |

| Antrim 14 maggio 2017 | Antrim Jets | 20 – 8 | Meath Bulldogs | Antrim Forum Leisure Centre |

#### 3ª giornata
| Galway 21 maggio 2017 | Galway Warriors | 18 – 0 | North Dublin Pirates | St. Mary's College |

#### 4ª giornata
| Omagh 28 maggio 2017 | Tyrone Titans | 0 – 55 | Meath Bulldogs | Omagh RFC |

#### 5ª giornata
| Antrim 4 giugno 2017 | Antrim Jets | 7 – 0 | NI Razorbacks | Antrim Forum Leisure Centre |

| Galway 4 giugno 2017 | Galway Warriors | 0 – 24 | Meath Bulldogs | St. Mary's College |

#### 6ª giornata
| Malahide 11 giugno 2017 | North Dublin Pirates | 41 – 0 | Tyrone Titans | Malahide RFC |

#### 7ª giornata
| Malahide 18 giugno 2017 | North Dublin Pirates | 14 – 3 | Galway Warriors | Malahide RFC |

#### 8ª giornata
| Omagh 25 giugno 2017 | Tyrone Titans | 0 – 37 | Antrim Jets | Omagh RFC |

| Navan 25 giugno 2017 | Meath Bulldogs | 23 – 3 | NI Razorbacks | St. Patricks Classical School |

#### 9ª giornata
| Antrim 9 luglio 2017 | Antrim Jets | 9 – 0 | Galway Warriors | Antrim Forum Leisure Centre |

#### 10ª giornata
| Galway 16 luglio 2017 | Galway Warriors | 30 – 0 | Tyrone Titans | St. Mary's College |

| Belfast 16 luglio 2017 | NI Razorbacks | 14 – 14 | North Dublin Pirates | Newforge Country Club |

#### 11ª giornata
| Navan 23 luglio 2017 | Meath Bulldogs | 19 – 2 | North Dublin Pirates | St. Patricks Classical School |

#### 12ª giornata
| Omagh 6 agosto 2017 | Tyrone Titans | 8 – 36 | NI Razorbacks | Omagh RFC |

| Malahide 6 agosto 2017 | North Dublin Pirates | 14 – 3 | Antrim Jets | Malahide RFC |

### Classifica
La classifica della regular season è la seguente.
- PCT = percentuale di vittorie, G = partite giocate, V = partite vinte,  P = partite perse, PF = punti fatti, PS = punti subiti

| Pos. | Squadra              | PCT  | G | V | N | P | PF  | PS  |
| ---- | -------------------- | ---- | - | - | - | - | --- | --- |
| 1    | Antrim Jets          | .750 | 6 | 4 | 1 | 1 | 82  | 28  |
| 2    | Meath Bulldogs       | .667 | 6 | 4 | 0 | 2 | 141 | 49  |
| 3    | North Dublin Pirates | .583 | 6 | 3 | 1 | 2 | 85  | 57  |
| 4    | NI Razorbacks        | .500 | 6 | 2 | 2 | 2 | 109 | 58  |
| 5    | Galway Warriors      | .500 | 6 | 3 | 0 | 3 | 75  | 59  |
| 6    | Tyrone Titans        | .000 | 6 | 0 | 0 | 6 | 8   | 249 |

## IV IAFL2 Bowl
| Dundalk 20 agosto 2017, ore 13:00 | Antrim Jets | 0 – 40 | Meath Bulldogs | Dundalk R.F.C. |

## Verdetti
- Meath Bulldogs Vincitori della IAFL2 Conference 2017